# Francisco de Salinas
Francisco de Salinas, né le 1er mars 1513 à Burgos et mort le 13 janvier 1590 à Salamanque, est un organiste et théoricien de la musique espagnol. 
Aveugle dès l'âge de dix ans, il devint organiste du duc d'Albe Ferdinand Alvare de Tolède ; il fut ensuite, à partir de 1567, professeur de musique à l'Université de Salamanque. Ses compositions pour l'orgue sont perdues. Le poète Fray Luis de Leon l'admirait beaucoup, le connaissant personnellement ; il a écrit une ode en son hommage. 
Francisco de Salinas est remarqué comme l'un des premiers à décrire les tempéraments mésotoniques dans des termes mathématiques précis et, avec Guillaume Costeley, à décrire dans ses effets le tempérament à 19 intervalles égaux. Dans son ouvrage de 1577 intitulé De musica libri septem il traite des tempérament mésotoniques au 1/3, 1/4 et 2/7 de comma. En ce qui concerne le tempérament au 1/3 de comma, qui est pratiquement identique au tempérament égal à 19 intervalles égaux, il remarque qu'il est mou mais pas choquant pour l'oreille, et il note qu'un clavier à 19 touches par octave convient pour réaliser un tempérament mésotonique cyclique.
Francisco de Salinas s'intéresse aussi à la juste intonation et préconisa une juste intonation comportant 24 notes qu'il appela instrumentum perfectum.  